# Flughafen Phitsanulok

i7
i11
i13
Der Flughafen Phitsanulok (thailändisch ท่าอากาศยานพิษณุโลก; IATA-Code: PHS, ICAO-Code: VTPP) ist ein nationaler Flughafen am südlichen Stadtrand von Phitsanulok, der Hauptstadt der Provinz Phitsanulok in der Nordregion von Thailand. 

## Allgemeines
Im Jahr 2005 wurde ein neues Empfangsgebäude mit einer Fluggastbrücke und mehreren kleinen Läden, Cafés sowie Schalter von Autovermietungen im südlichen Bereich des Flughafengeländes mit neuer Zufahrt eröffnet.
Der Flughafen verfügt über eine asphaltierte Start- und Landebahn mit einer Länge von 3000 Metern. 
Es bestehen Abstellmöglichkeiten für zwei Flugzeuge der Größe einer Boeing 737 oder Airbus A300 und eine ATR 72.
Im Jahr 2015 wurde der Flughafen von 549.951 Passagieren genutzt. Die Fluggastzahl hat sich zwischen 2009 und 2015 fast vervierfacht.
Im Linienverkehr gibt es ausschließlich Inlandsflüge vom Flughafen Bangkok-Don Mueang (IATA-Code DMK) und wird von folgenden Billigfluggesellschaft angeflogen:
- Nok Air
- Thai Air Asia
- Thai Lion Air

## Altes Empfangsgebäude und Streitkräfte
Das bis 2005  betriebene nördliche gelegene Empfangsgebäude liegt weiter in der Innenstadt von Phitsanulok und wird heute ausschließlich durch die Royal Thai Air Force genutzt. Die Start-/Landebahn ist mit der neuen identisch.
Das 46. Geschwader ist ein Transportgeschwader mit einer Staffel (461. Staffel), das auf der RTAFB Phitsanulok stationiert ist. Neben der Transportaufgabe umfasst der Tätigkeitsbereich der 461. Staffel auch das Regenmachen Fon luang.

## Einzelnachweise

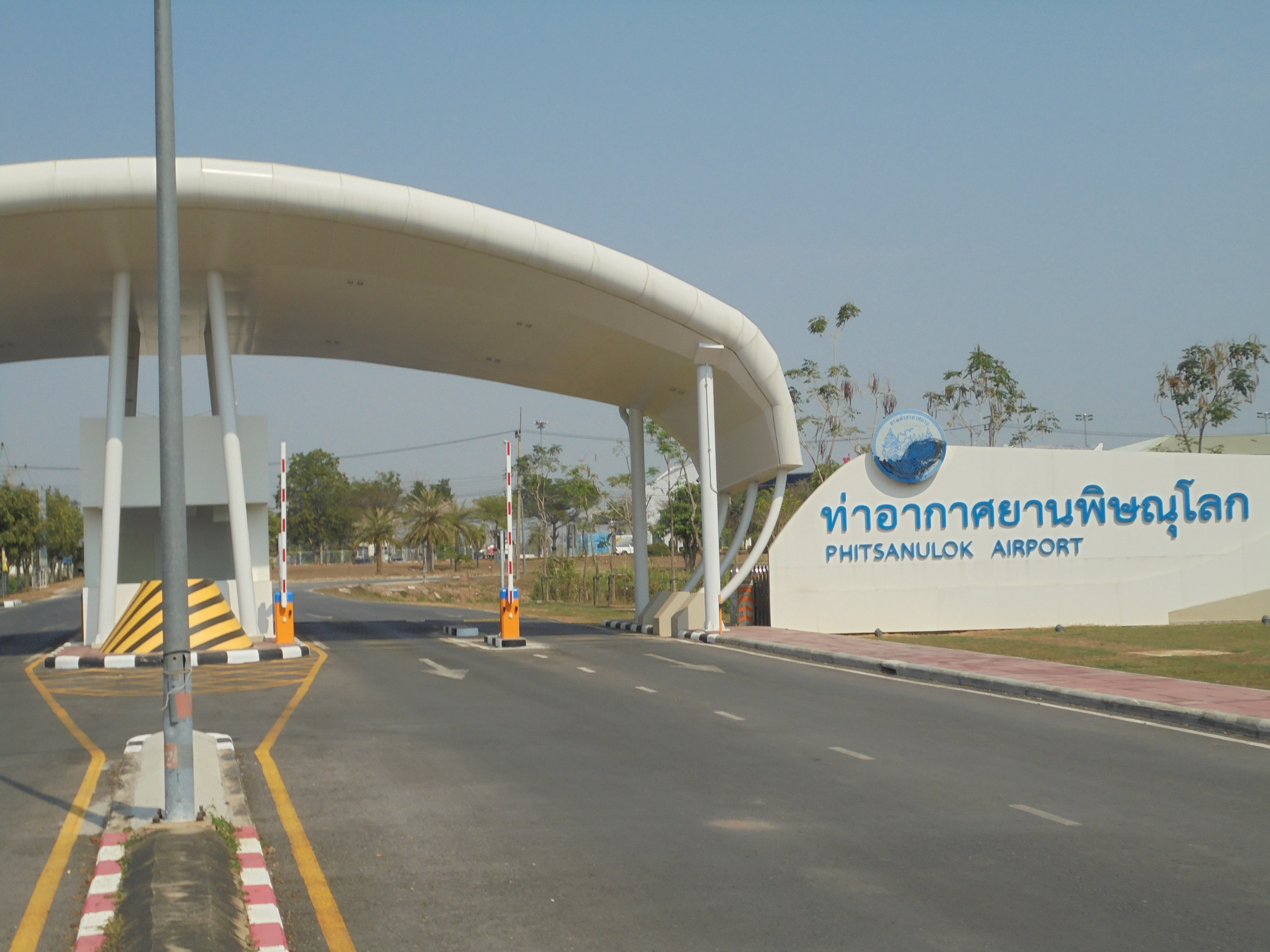
Einlaßkontrolle zum Flughafen Phitsanulok (2019)
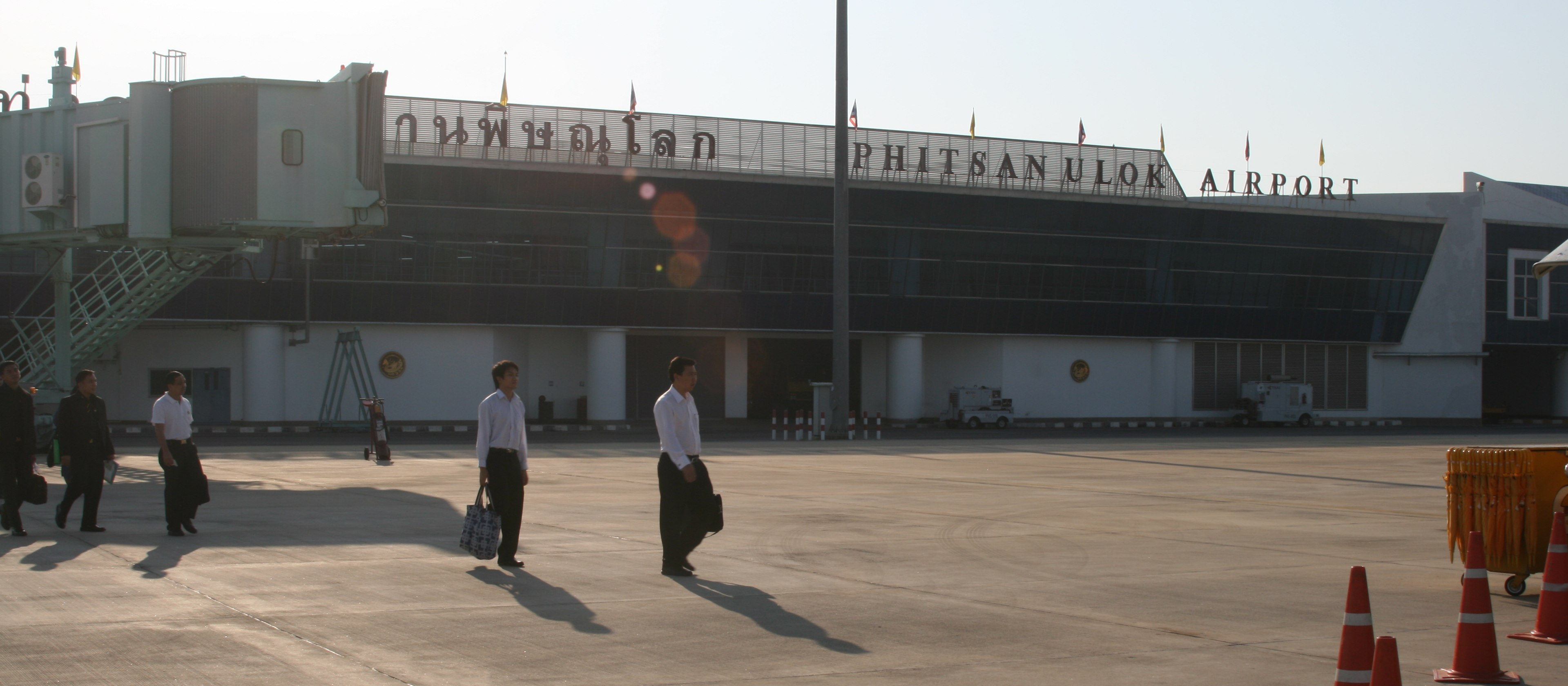
Terminalgebäude des Flughafens Phitsanulok (2011)
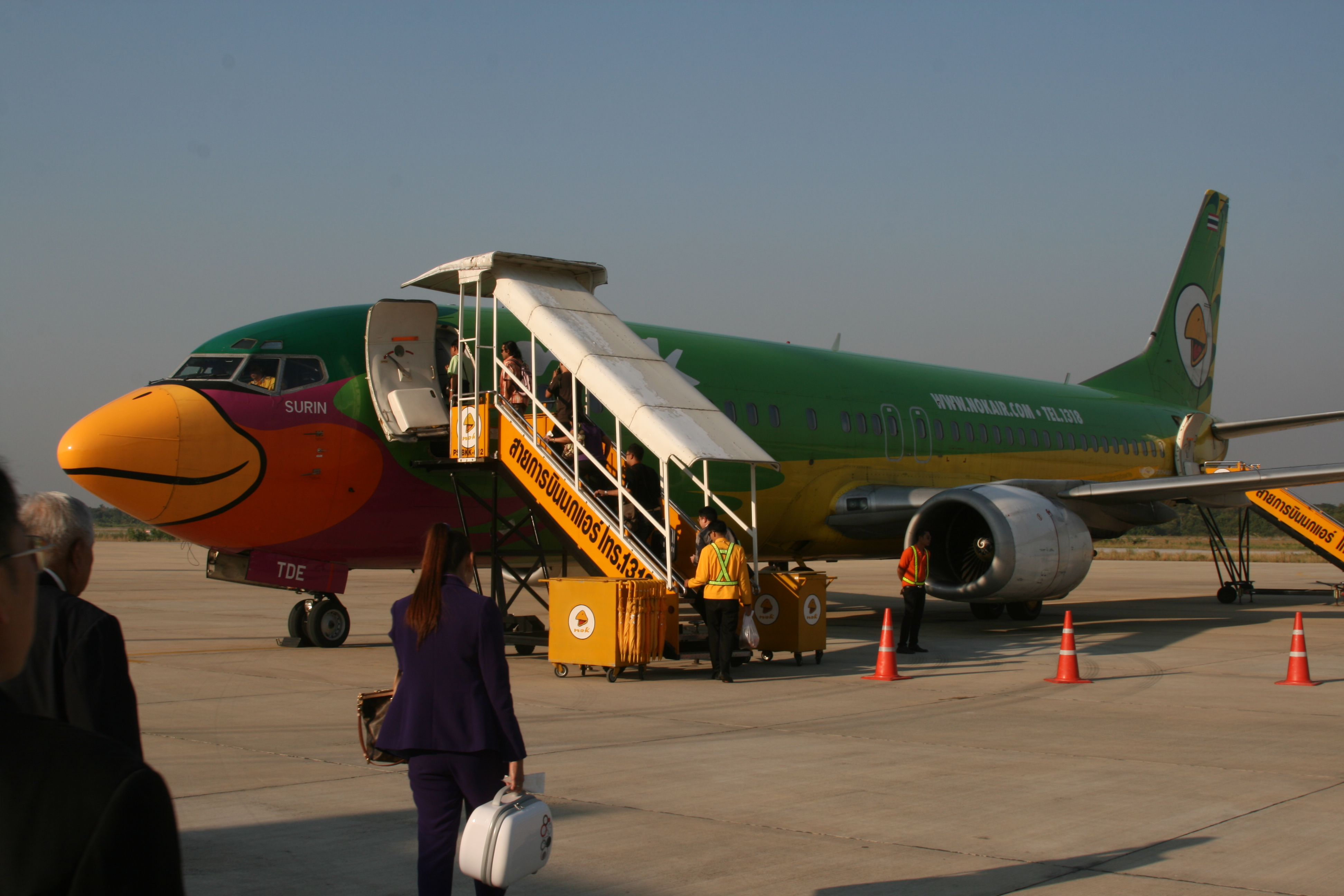
Eine Nok-Air Boeing 737-400 auf dem Flughafen Phitsanulok (2011)
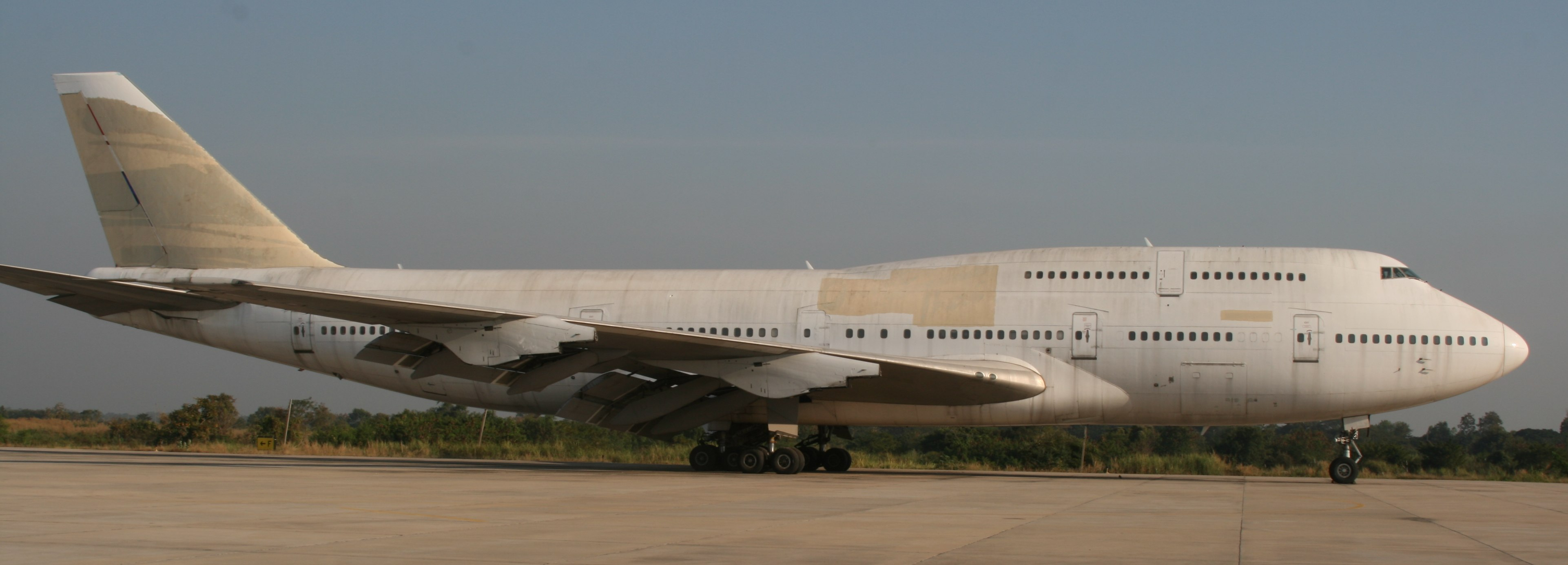
Ausgemusterte Boeing 747 der Fluggesellschaft Orient Thai, geparkt auf dem Rollfeld des Flughafens Phitsanulok (2011)
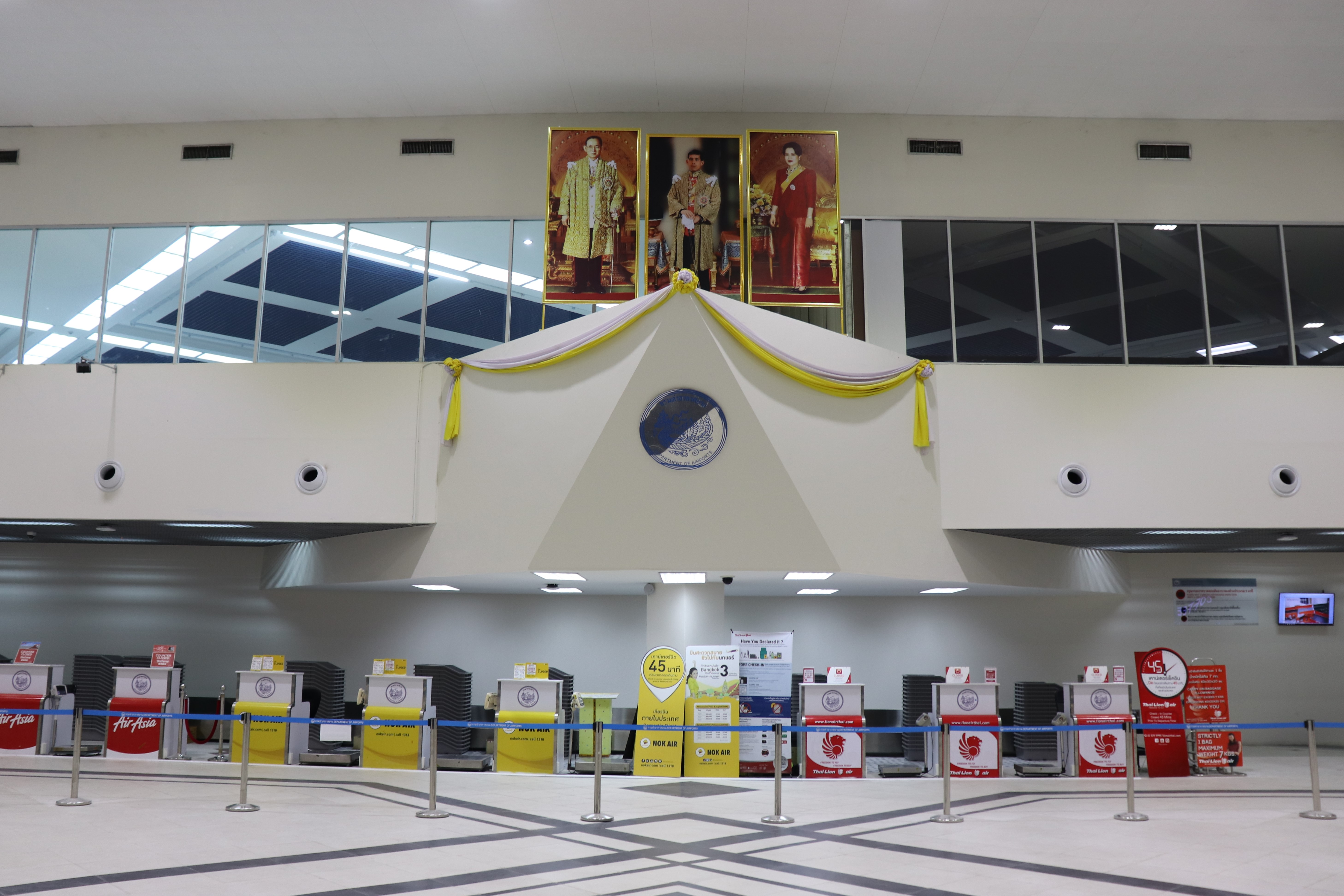
Check-in (2019)